# 森特勒爾萊克 (密歇根州)
森特勒爾萊克（英語：Central Lake）是位於美國密歇根州安特里姆縣的一個村。

## 人口
根據2020年美國人口普查的數據，森特勒爾萊克的面積為3.33平方千米，當中陸地面積為3.28平方千米，而水域面積為0.45平方千米。當地共有人口960人，而人口密度為每平方千米288人。